# باغ سلطانی
باغ سلطانی مربوط به دوره معاصر است و در شهرستان ابرکوه، دهستان فراغه، روستای رحیم آباد واقع شده و این اثر در تاریخ ۱۶ دی ۱۳۸۷ با شمارهٔ ثبت ۲۴۴۰۸ به‌عنوان یکی از آثار ملی ایران به ثبت رسیده است.